# パラダイム (アンダーグラフの曲)
「パラダイム」は、日本のロックバンドアンダーグラフの3枚目のシングル。2005年12月14日フォーライフミュージックエンタテイメントよりリリースされた。

## 解説
前作「君の声」より約8ヶ月ぶりのリリースとなるアンダーグラフの3rdシングル。シングルとしては自身初の通常盤<CD ONLY>・初回限定盤<CD+DVD>の2形態での発売となる。
また、カップリングとして収録されている「遠き日」は当初ダウンロードのみで販売されていたがファンからの要望が多くCD化となった。「遠き日」は『私の頭の中の消しゴム』日本語版イメージソングとしてTV・ラジオ等で大量にオンエアされたが、それに対しタイトル曲「パラダイム」はノンタイアップであり、TVでのオンエアもほとんどなかった。
初動売上・累計売上共に前作より下げたがオリコン週間チャート9位にチャートインし、1stシングル「ツバサ」から3作連続トップ10入りを果たした。

## 収録曲
1. パラダイム
ボーカル真戸原が「今までのアンダーグラフのイメージをいい意味で壊したい」という思いから制作した楽曲。
歌詞カードに「paradigm・・・理想的枠組み」と書かれている。
2ndアルバム『素晴らしき日常』に収録。
2. 君の日、二月、帰り道
インディーズ時代からライブで演奏されていた楽曲。
2ndアルバム『素晴らしき日常』の初回限定盤のCDにはライブ音源が収録されている。
3. 遠き日
同年9月28日に配信シングルとしてリリースされた曲。
ギャガ配給映画『私の頭の中の消しゴム』日本語版イメージソングとしてボーカル真戸原が書き下ろした楽曲。アンダーグラフが映画のために曲を書き下ろすのは初めてのことである。
ボーカル真戸原はこの話を聞いた際一度この話を断った。その理由は、映画で大きなテーマとなっているアルツハイマー病についての知識が全くなかったからである（下記外部リンク参照）。しかし、映画スタッフ側からのあつい要望により曲を書き下ろすことを決め、そのために図書館にこもってアルツハイマー病についての文献をひたすら読みこの曲を書き上げた。（公式コメントより）
2ndアルバム『素晴らしき日常』に収録。

- 作詞/作曲 真戸原直人(#1～3)
- 編曲 アンダーグラフ＋島田昌典(#1、3)　　アンダーグラフ(#2)

## DVD収録内容
1. 「パラダイム」ミュージッククリップ
2. 「アンブレラ」ライブ映像

## 収録アルバム
- 『素晴らしき日常』(#1、3、#2(Disc2のみ)のライブバージョン)
- 『UNDER GRAPH』(#1、3、#2(Disc2のみ))